# Route nationale 38
Die Route nationale 38, kurz N 38 oder RN 38, war eine französische Nationalstraße.

## Geschichte
Die Straße verlief ab 1824 von La Fère nach Noyon. 1933 wurde sie bis Beauvais verlängert. Eine weitere kurze Verlängerung erhielt sie 1940, als die Nationalstraße 44 auf eine nördliche Umgehungsstraße um La Fère verlegt wurde. Die Nationalstraße wurde 1973 herabgestuft. Die Nationalstraße 32 übernahm dabei den Abschnitt von Noyon bis La Fère, wobei es sich da um die Umgehungsstraße handelte.

## Seitenäste

### N 38E
Die Route nationale 38E, kurz N 38E oder RN 38E, war von 1940 bis 1973 ein Seitenast der N 38. Sie entstand auf der Trasse der Nationalstraße 44, als diese nördlich um La Fère herumgeführt wurde. Sie verlief von der Kreuzung der Nationalstraßen 38 und 44 nördlich aus dem Ort hinaus, bis sie auf die Umgehungsstraße traf.